# Piłka nożna plażowa w Polsce
Piłka nożna plażowa w Polsce jest dyscypliną sportową, której organizatorem jest Polski Związek Piłki Nożnej.

## Organizacja męskich rozgrywek
| Rok  | Organizator | Mistrzostwa Polski | Pucharowe rozgrywki | Pucharowe rozgrywki | Młodzieżowe rozgrywki          | Młodzieżowe rozgrywki     |
| Rok  | Organizator | Mistrzostwa Polski | Puchar Polski       | Superpuchar Polski  | Młodzieżowe Mistrzostwa Polski | Młodzieżowy Puchar Polski |
| ---- | ----------- | ------------------ | ------------------- | ------------------- | ------------------------------ | ------------------------- |
| 2003 | BSP         | MP 2003            | PP 2003             | nie organizowano    | nie organizowano               | nie organizowano          |
| 2004 | BSP         | MP 2004            | eliminacje PP 2004  | nie organizowano    | nie organizowano               | nie organizowano          |
| 2004 | BSP         | MP 2004            | finał PP 2004       | nie organizowano    | nie organizowano               | nie organizowano          |
| 2005 | BSP         | MP 2005            | eliminacje PP 2005  | nie organizowano    | nie organizowano               | nie organizowano          |
| 2005 | BSP         | MP 2005            | finał PP 2005       | nie organizowano    | nie organizowano               | nie organizowano          |
| 2006 | BSP         | MP 2006            | eliminacje PP 2006  | nie organizowano    | MMP 2006                       | nie organizowano          |
| 2006 | BSP         | MP 2006            | finał PP 2006       | nie organizowano    | MMP 2006                       | nie organizowano          |
| 2007 | BSP         | eliminacje MP 2007 | PP 2007             | nie organizowano    | MMP 2007                       | nie organizowano          |
| 2007 | BSP         | finał MP 2007      | PP 2007             | nie organizowano    | MMP 2007                       | nie organizowano          |
| 2008 | BSP         | eliminacje MP 2008 | PP 2008             | nie organizowano    | MMP 2008                       | nie organizowano          |
| 2008 | BSP         | finał MP 2008      | eliminacje PP 2008  | nie organizowano    | MMP 2008                       | nie organizowano          |
| 2009 | PZPN        | MP 2009            | PP 2009             | nie organizowano    | MMP 2009                       | nie organizowano          |
| 2010 | PZPN        | MP 2010            | PP 2010             | nie organizowano    | MMP 2010                       | nie organizowano          |
| 2011 | PZPN        | MP 2011            | PP 2011             | SP 2011             | MMP 2011                       | nie organizowano          |
| 2012 | PZPN        | Ekstraklasa 2012   | eliminacje PP 2012  | nie organizowano    | MMP 2012                       | nie organizowano          |
| 2012 | PZPN        | I liga 2012        | eliminacje PP 2012  | nie organizowano    | MMP 2012                       | nie organizowano          |
| 2012 | PZPN        | turniej barażowy   | finał PP 2012       | nie organizowano    | MMP 2012                       | nie organizowano          |
| 2012 | PZPN        | finał MP 2012      | finał PP 2012       | nie organizowano    | MMP 2012                       | nie organizowano          |
| 2013 | PZPN        | Ekstraklasa 2013   | PP 2013             | nie organizowano    | MMP 2013                       | nie organizowano          |
| 2013 | PZPN        | I liga 2013        | PP 2013             | nie organizowano    | MMP 2013                       | nie organizowano          |
| 2013 | PZPN        | turniej barażowy   | PP 2013             | nie organizowano    | MMP 2013                       | nie organizowano          |
| 2013 | PZPN        | finał MP 2013      | PP 2013             | nie organizowano    | MMP 2013                       | nie organizowano          |
| 2014 | PZPN        | Ekstraklasa 2014   | PP 2014             | SP 2014             | MMP 2014                       | nie organizowano          |
| 2014 | PZPN        | I liga 2014        | PP 2014             | SP 2014             | MMP 2014                       | nie organizowano          |
| 2014 | PZPN        | turniej barażowy   | PP 2014             | SP 2014             | MMP 2014                       | nie organizowano          |
| 2014 | PZPN        | finał MP 2014      | PP 2014             | SP 2014             | MMP 2014                       | nie organizowano          |
| 2015 | PZPN        | Ekstraklasa 2015   | PP 2015             | SP 2015             | MMP 2015                       | nie organizowano          |
| 2015 | PZPN        | I liga 2015        | PP 2015             | SP 2015             | MMP 2015                       | nie organizowano          |
| 2015 | PZPN        | turniej barażowy   | PP 2015             | SP 2015             | MMP 2015                       | nie organizowano          |
| 2015 | PZPN        | finał MP 2015      | PP 2015             | SP 2015             | MMP 2015                       | nie organizowano          |
| 2016 | PZPN        | Ekstraklasa 2016   | PP 2016             | nie organizowano    | MMP 2016                       | nie organizowano          |
| 2016 | PZPN        | I liga 2016        | PP 2016             | nie organizowano    | MMP 2016                       | nie organizowano          |
| 2016 | PZPN        | turniej barażowy   | PP 2016             | nie organizowano    | MMP 2016                       | nie organizowano          |
| 2016 | PZPN        | finał MP 2016      | PP 2016             | nie organizowano    | MMP 2016                       | nie organizowano          |
| 2017 | PZPN        | Ekstraklasa 2017   | PP 2017             | SP 2017             | MMP 2017                       | nie organizowano          |
| 2017 | PZPN        | I liga 2017        | PP 2017             | SP 2017             | MMP 2017                       | nie organizowano          |
| 2017 | PZPN        | turniej barażowy   | PP 2017             | SP 2017             | MMP 2017                       | nie organizowano          |
| 2017 | PZPN        | finał MP 2017      | PP 2017             | SP 2017             | MMP 2017                       | nie organizowano          |
| 2018 | PZPN        | Ekstraklasa 2018   | PP 2018             | nie organizowano    | MMP 2018                       | MPP 2018                  |
| 2018 | PZPN        | I liga 2018        | PP 2018             | nie organizowano    | MMP 2018                       | MPP 2018                  |
| 2018 | PZPN        | finał MP 2018      | PP 2018             | nie organizowano    | MMP 2018                       | MPP 2018                  |
| 2019 | PZPN        | Ekstraklasa 2019   | PP 2019             | SP 2019             | MMP 2019                       | MPP 2019                  |
| 2019 | PZPN        | I liga 2019        | PP 2019             | SP 2019             | MMP 2019                       | MPP 2019                  |
| 2019 | PZPN        | finał MP 2019      | PP 2019             | SP 2019             | MMP 2019                       | MPP 2019                  |
| 2020 | PZPN        | finał MP 2020      | PP 2020             | nie organizowano    | MMP 2020                       | nie organizowano          |
| 2021 | PZPN        | Ekstraklasa 2021   | PP 2021             | nie organizowano    | MMP 2021                       | MPP 2021                  |
| 2021 | PZPN        | I liga 2021        | PP 2021             | nie organizowano    | MMP 2021                       | MPP 2021                  |
| 2021 | PZPN        | finał MP 2021      | PP 2021             | nie organizowano    | MMP 2021                       | MPP 2021                  |

### System ligowy
Tabela przedstawia stan klas w sezonie 2021.
| poziom | poszczególne ligi                                       | poszczególne ligi                                       | poszczególne ligi                                       | poszczególne ligi                                       | poszczególne ligi                                       | poszczególne ligi                                       | poszczególne ligi                                       | poszczególne ligi                                       |
| ------ | ------------------------------------------------------- | ------------------------------------------------------- | ------------------------------------------------------- | ------------------------------------------------------- | ------------------------------------------------------- | ------------------------------------------------------- | ------------------------------------------------------- | ------------------------------------------------------- |
| 1.     | Ekstraklasa 2021 (10 klubów) ↓ 2 drużyny do I ligi 2022 | Ekstraklasa 2021 (10 klubów) ↓ 2 drużyny do I ligi 2022 | Ekstraklasa 2021 (10 klubów) ↓ 2 drużyny do I ligi 2022 | Ekstraklasa 2021 (10 klubów) ↓ 2 drużyny do I ligi 2022 | Ekstraklasa 2021 (10 klubów) ↓ 2 drużyny do I ligi 2022 | Ekstraklasa 2021 (10 klubów) ↓ 2 drużyny do I ligi 2022 | Ekstraklasa 2021 (10 klubów) ↓ 2 drużyny do I ligi 2022 | Ekstraklasa 2021 (10 klubów) ↓ 2 drużyny do I ligi 2022 |
| 2.     | I liga 2021 (6 klubów) ↑ 2 drużyny do Ekstraklasy 2022  | I liga 2021 (6 klubów) ↑ 2 drużyny do Ekstraklasy 2022  | I liga 2021 (6 klubów) ↑ 2 drużyny do Ekstraklasy 2022  |                                                         |                                                         |                                                         |                                                         |                                                         |

## Historia
Początki piłki nożnej plażowej w Polsce – jako skodyfikowanej dyscypliny sportu – sięgają 2003 roku. Wcześniej grywano w nią jedynie okazjonalne (tylko latem) na nieoficjalnych turniejach towarzyskich organizowanych w różnych kurortach Morza Bałtyckiego. Do 2009 roku głównym promotorem tego sportu w kraju była Beach Soccer Polska (BSP), organizująca cykl Beach Soccer Tour (BST) – w formule Mistrzostw Polski, a także Pucharu Polski oraz posiadająca prawa do kadry narodowej. W związku z przejęciem struktur BSP przez PZPN organizacja ta wycofała się z popularyzacji beach soccera.

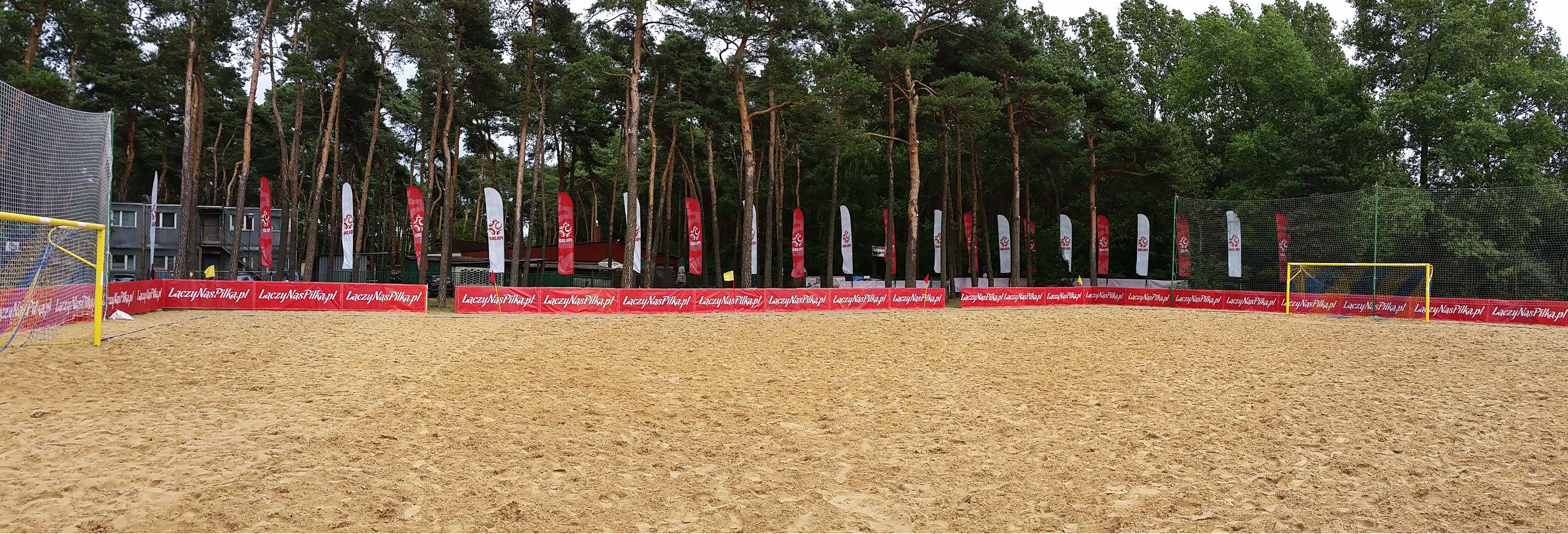
Boisko do piłki nożnej plażowej w Mstowie